# Марёй (Дордонь)
Марёй (фр. Mareuil) — коммуна во Франции, находится в регионе Аквитания. Департамент — Дордонь. Входит в состав кантона Брантом. Округ коммуны — Нонтрон.
Код INSEE коммуны — 24253.

## География

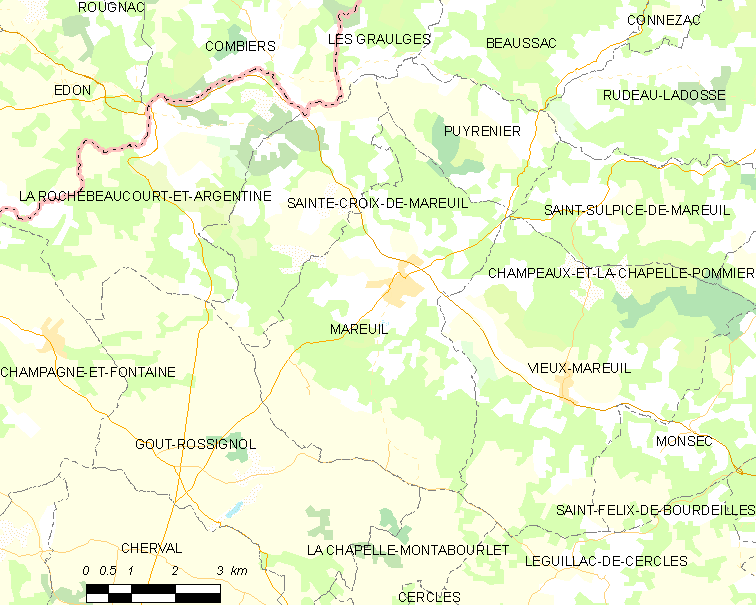
Карта коммуны

Коммуна расположена приблизительно в 410 км к югу от Парижа, в 110 км северо-восточнее Бордо, в 37 км к северо-западу от Перигё.

### Климат
Климат умеренный океанический со средним уровнем осадков, которые выпадают преимущественно зимой. Лето здесь долгое и тёплое, однако также довольно влажное, здесь не бывает регулярных периодов летней засухи. Средняя температура января — 5 °C, июля — 18 °C. Изредка вследствие стечения неблагоприятных погодных условий может наблюдаться непродолжительная засуха или случаются поздние заморозки. Климат меняется очень часто, как в течение сезона, так и год от года.

## Население
Население коммуны на 2010 год составляло 1125 человек.
| 1962 | 1968 | 1975 | 1982 | 1990 | 1999 | 2010 |
| ---- | ---- | ---- | ---- | ---- | ---- | ---- |
| 1137 | 1103 | 1209 | 1210 | 1194 | 1113 | 1125 |

## Администрация
| Период | Период | Фамилия      | Партия                  | Примечания         |
| ------ | ------ | ------------ | ----------------------- | ------------------ |
| 1959   | 1977   | Андре Маршап |                         |                    |
| 1977   | 1983   | Мишель Пети  |                         |                    |
| 1983   | 1995   | Жерар Тюра   | Социалистическая партия | директор госпиталя |
| 1995   | 2005   | Ив Бернар    |                         |                    |
| 2005   | 2020   | Ален Уист    | беспартийный            | пенсионер          |

## Экономика
В 2010 году среди 625 человек трудоспособного возраста (15-64 лет) 416 были экономически активными, 209 — неактивными (показатель активности — 66,6 %, в 1999 году было 71,0 %). Из 416 активных жителей работали 378 человек (195 мужчин и 183 женщины), безработных было 38 (19 мужчин и 19 женщин). Среди 209 неактивных 47 человек были учениками или студентами, 113 — пенсионерами, 49 были неактивными по другим причинам.

## Достопримечательности
- Средневековая церковь Св. Пардулфуса. Исторический памятник с 1912 года[5]
- Руины церкви Св. Прежекта (XII век). Исторический памятник с 1948 года[6]
- Церковь Св. Лаврентия (XII век)
- Замок Марёй[фр.] (XVI век). Исторический памятник с 1862 года[7]
- Замок Больё (XV век). Исторический памятник с 1948 года[8]
- Замок Борегар (XV век). Исторический памятник с 1948 года[9]

## Города-побратимы
- Сен-Фредерик[фр.] (Канада, с 2012)

## Фотогалерея

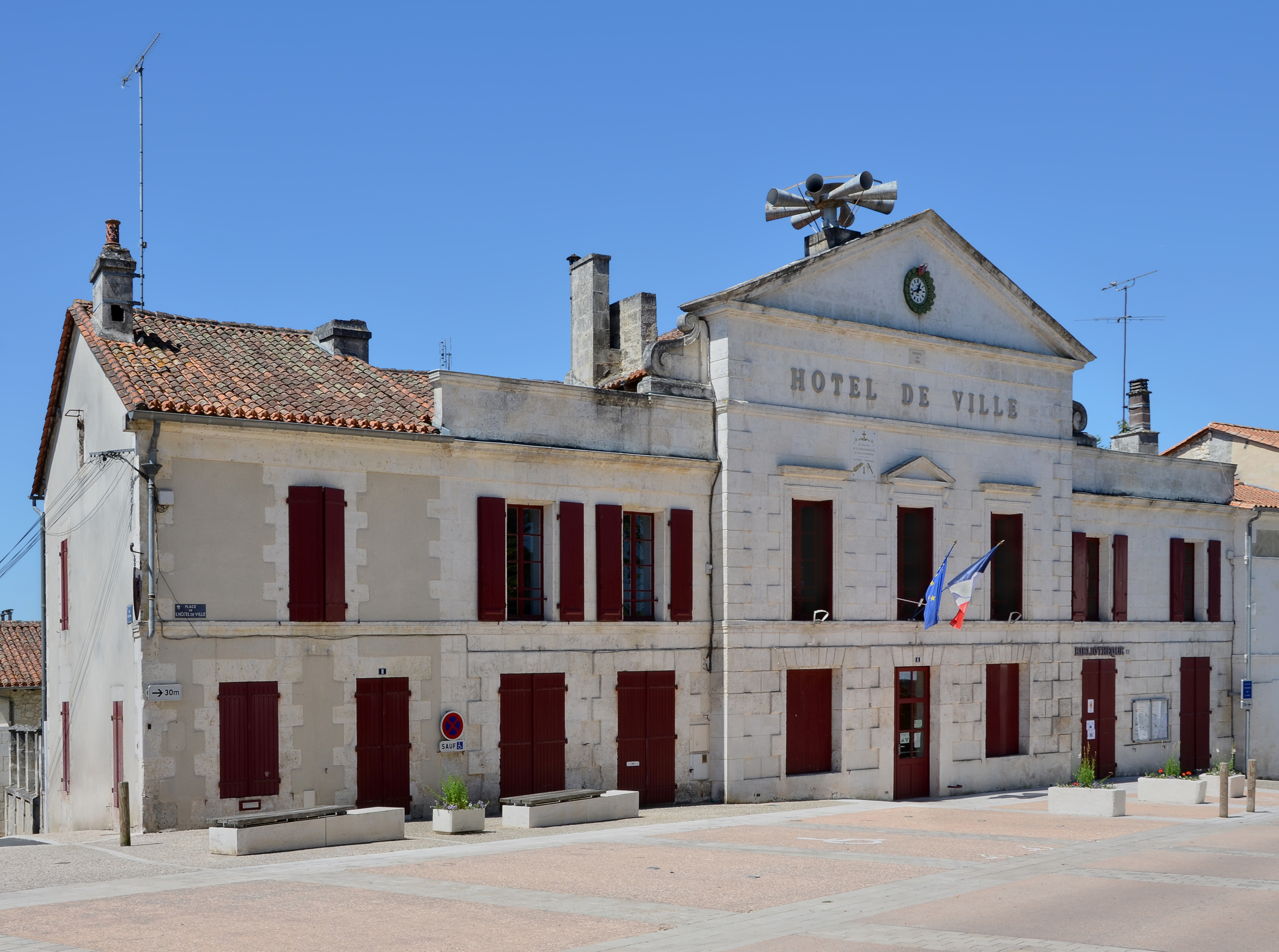
Мэрия
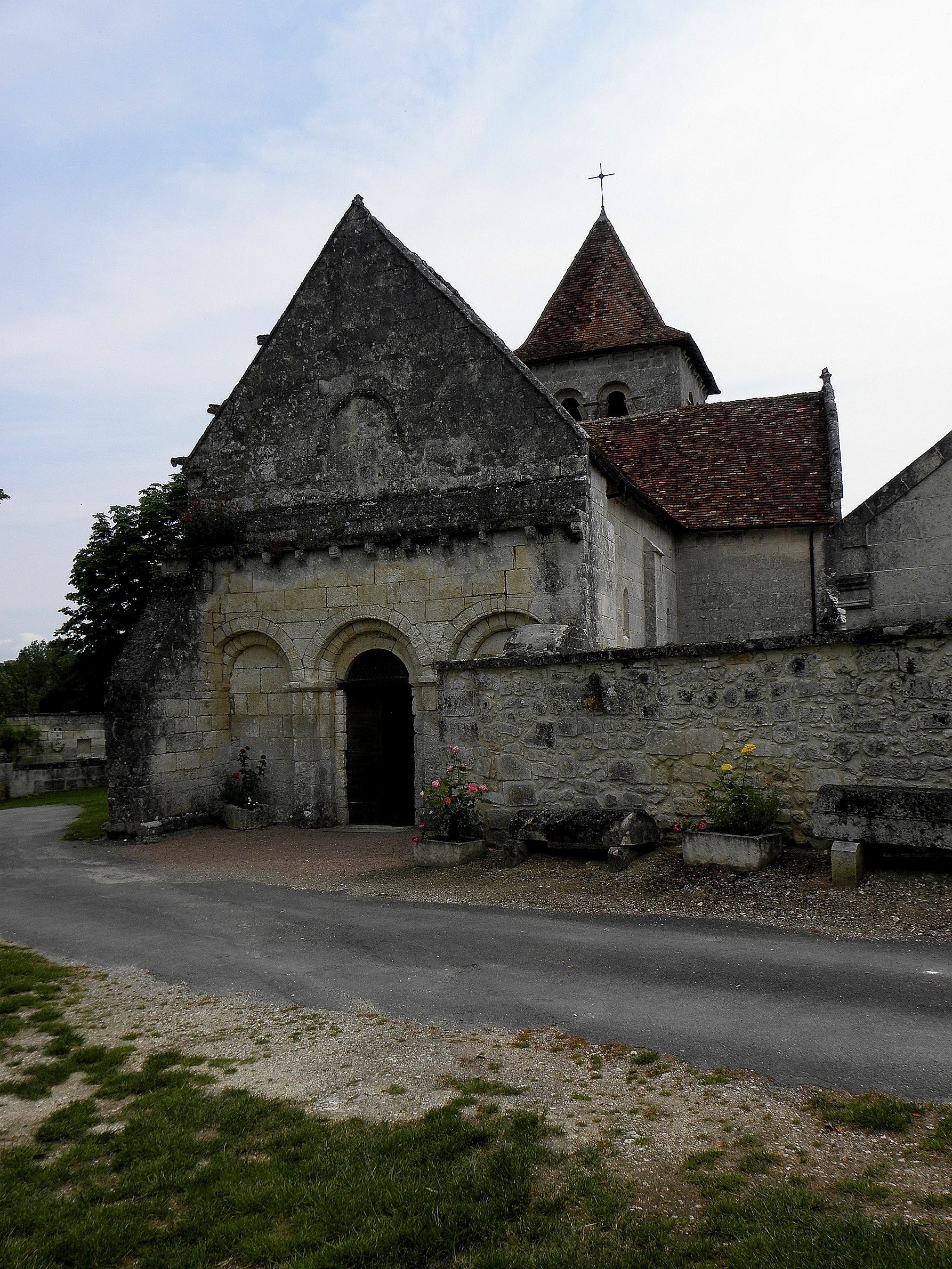
Церковь Св. Пардулфуса
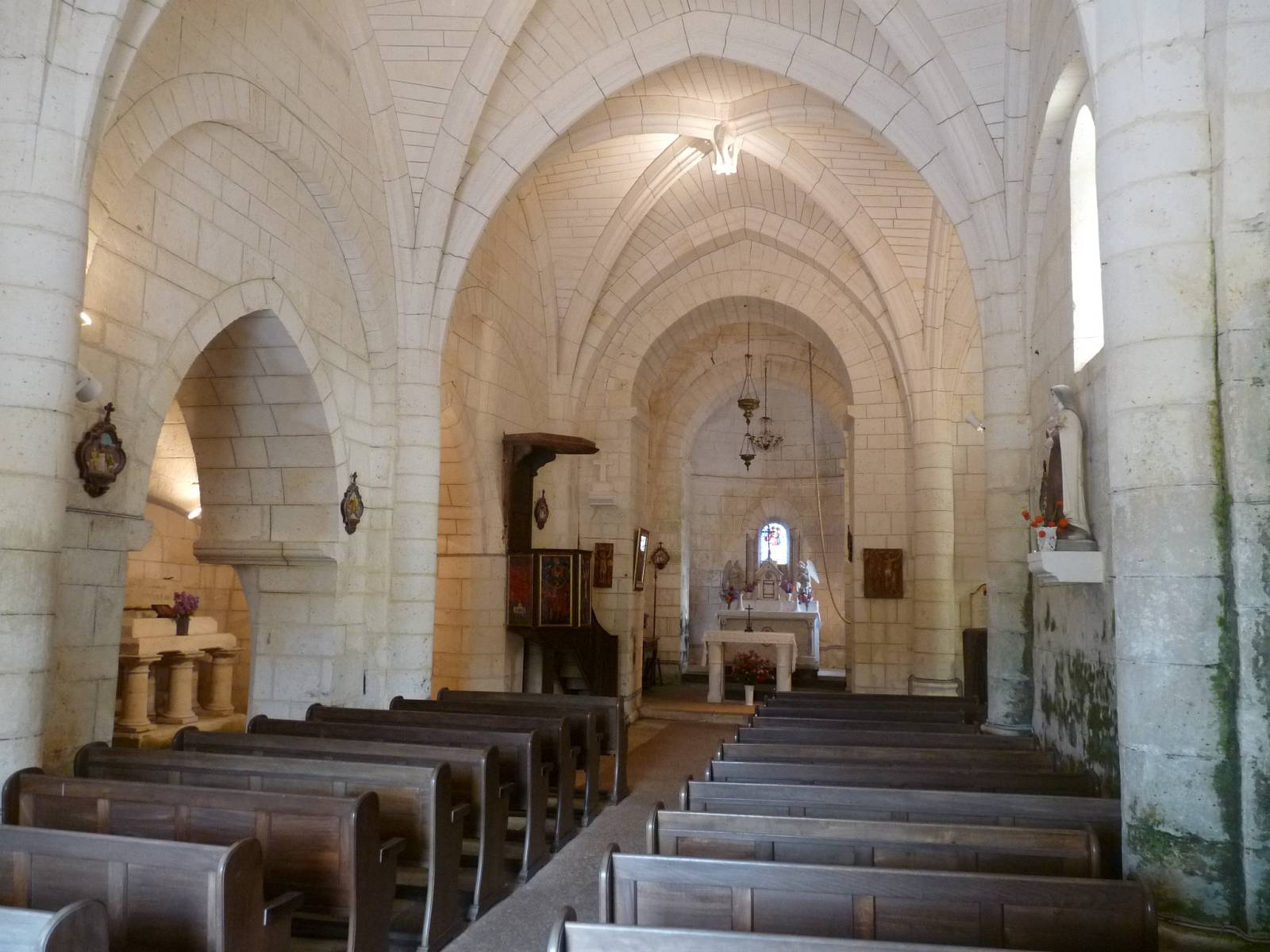
Интерьер церкви Св. Пардулфуса
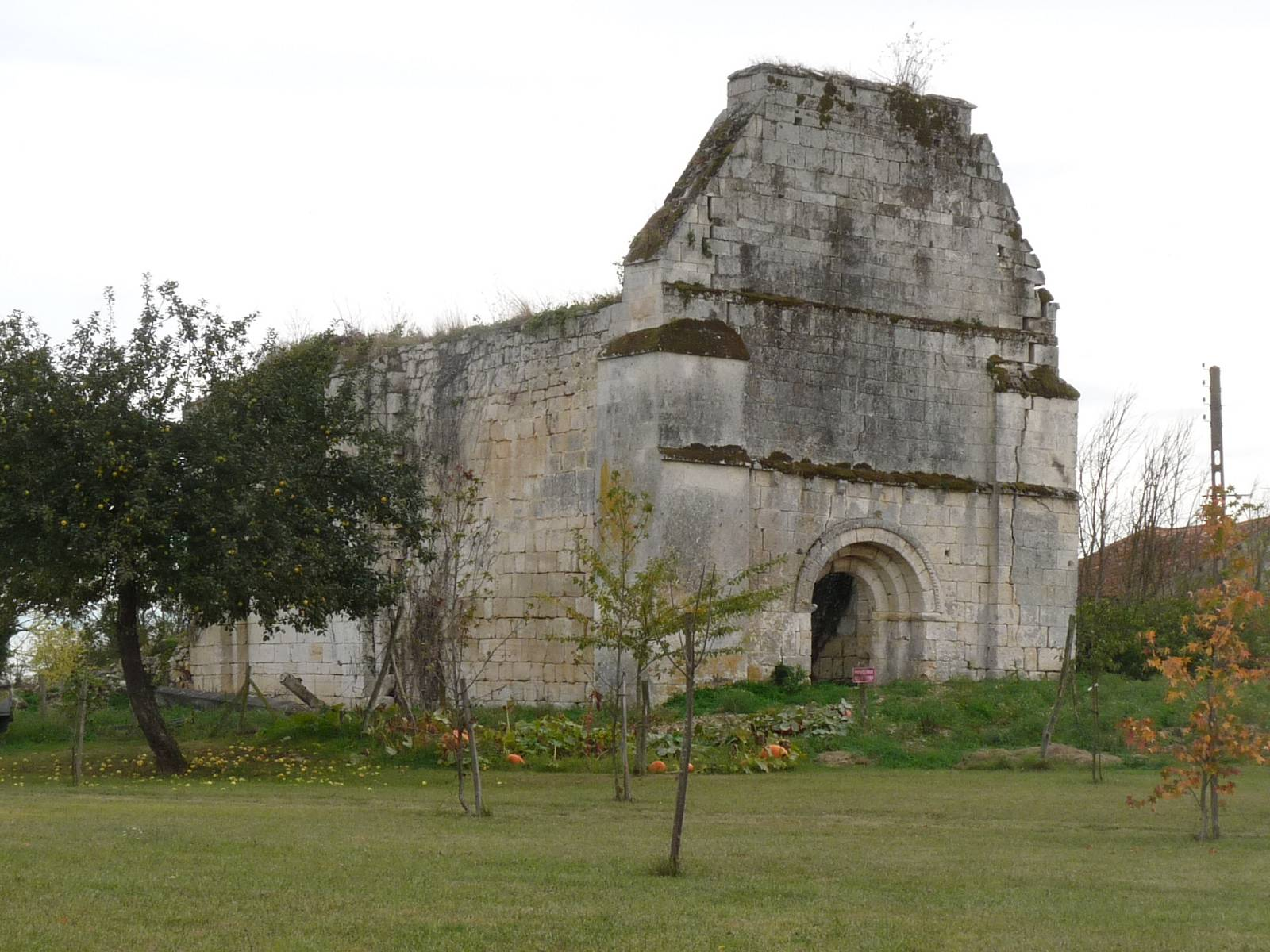
Церковь Св. Прежекта
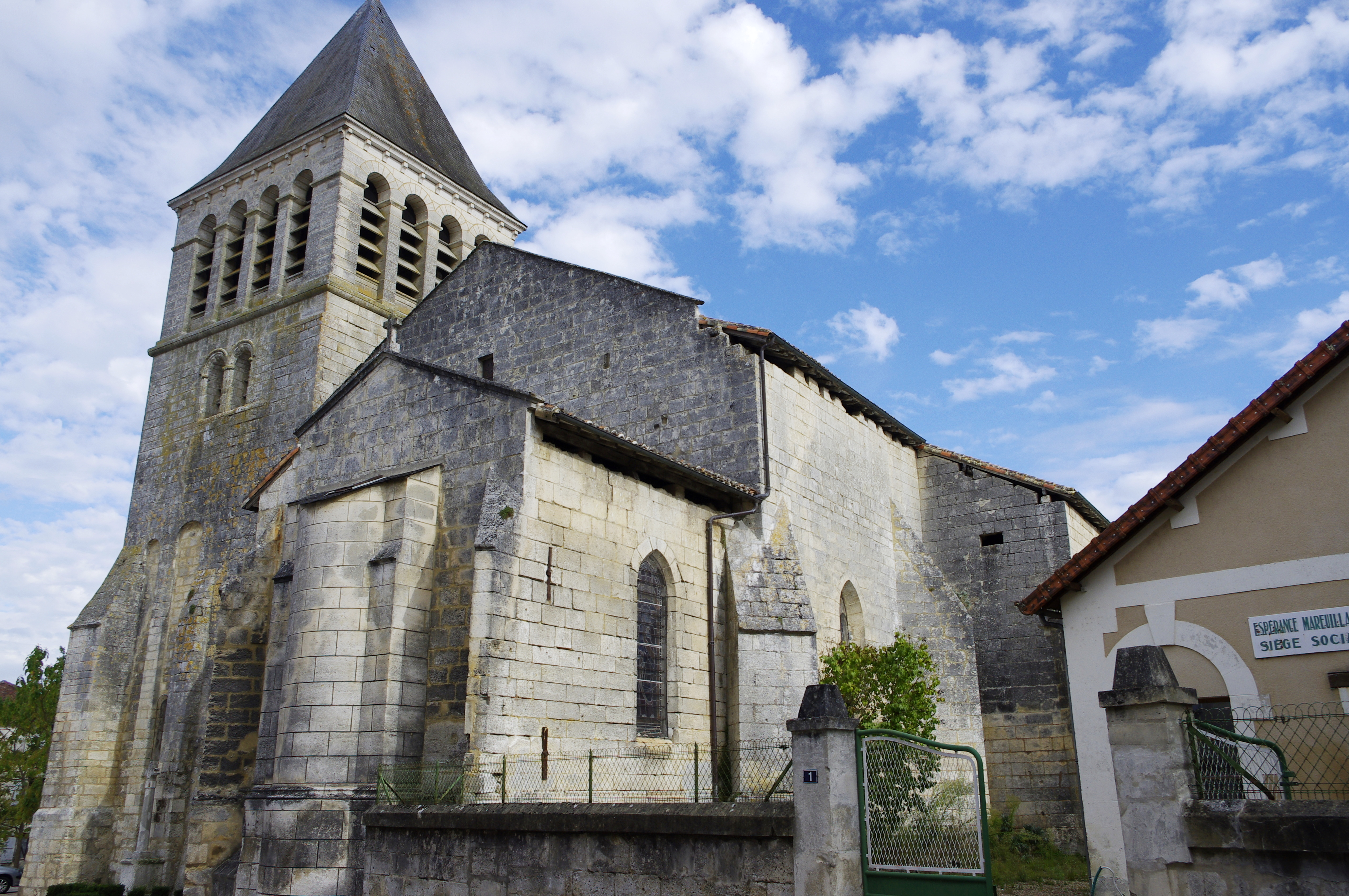
Церковь Св. Лаврентия
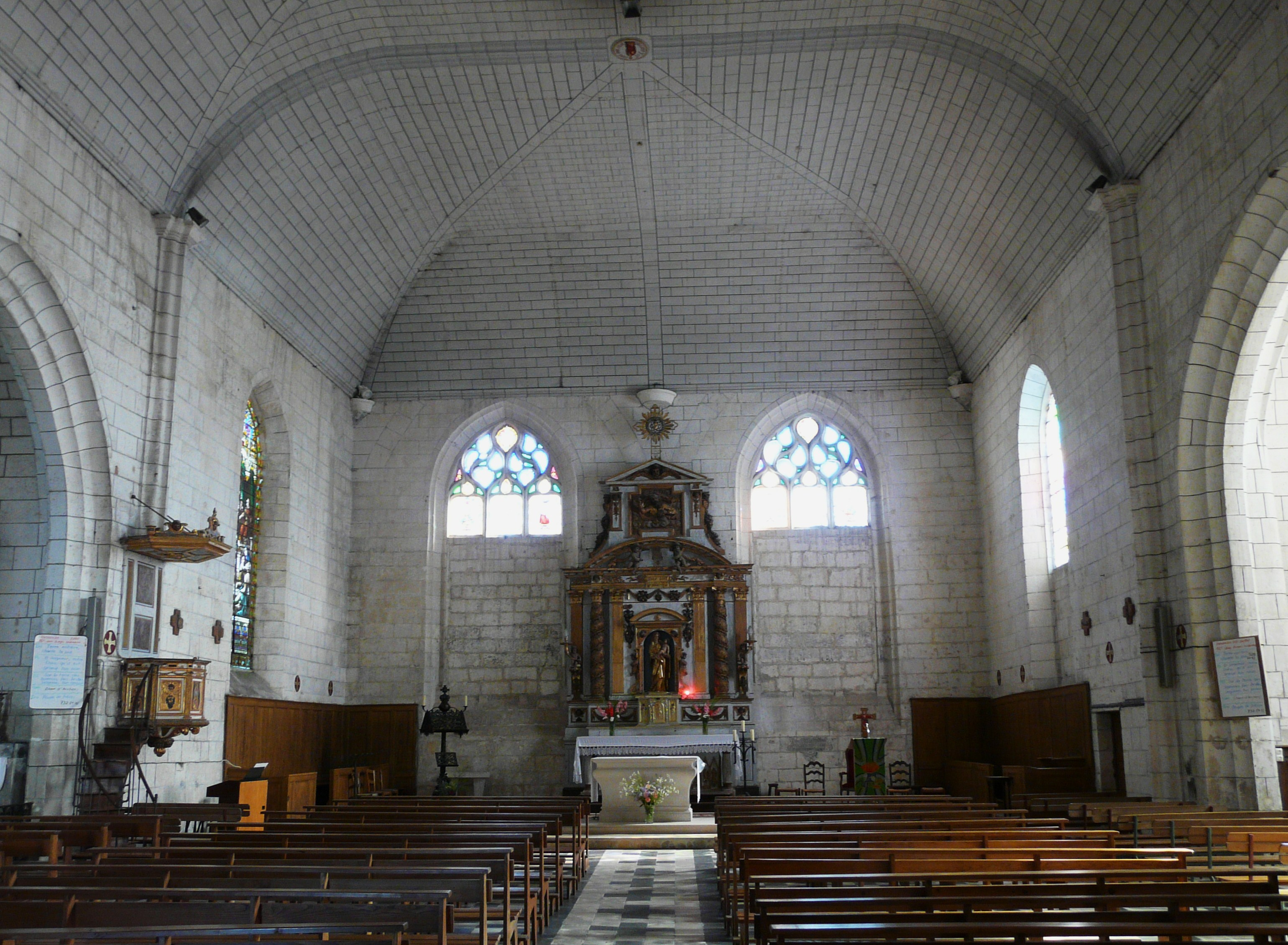
Интерьер церкви Св. Лаврентия
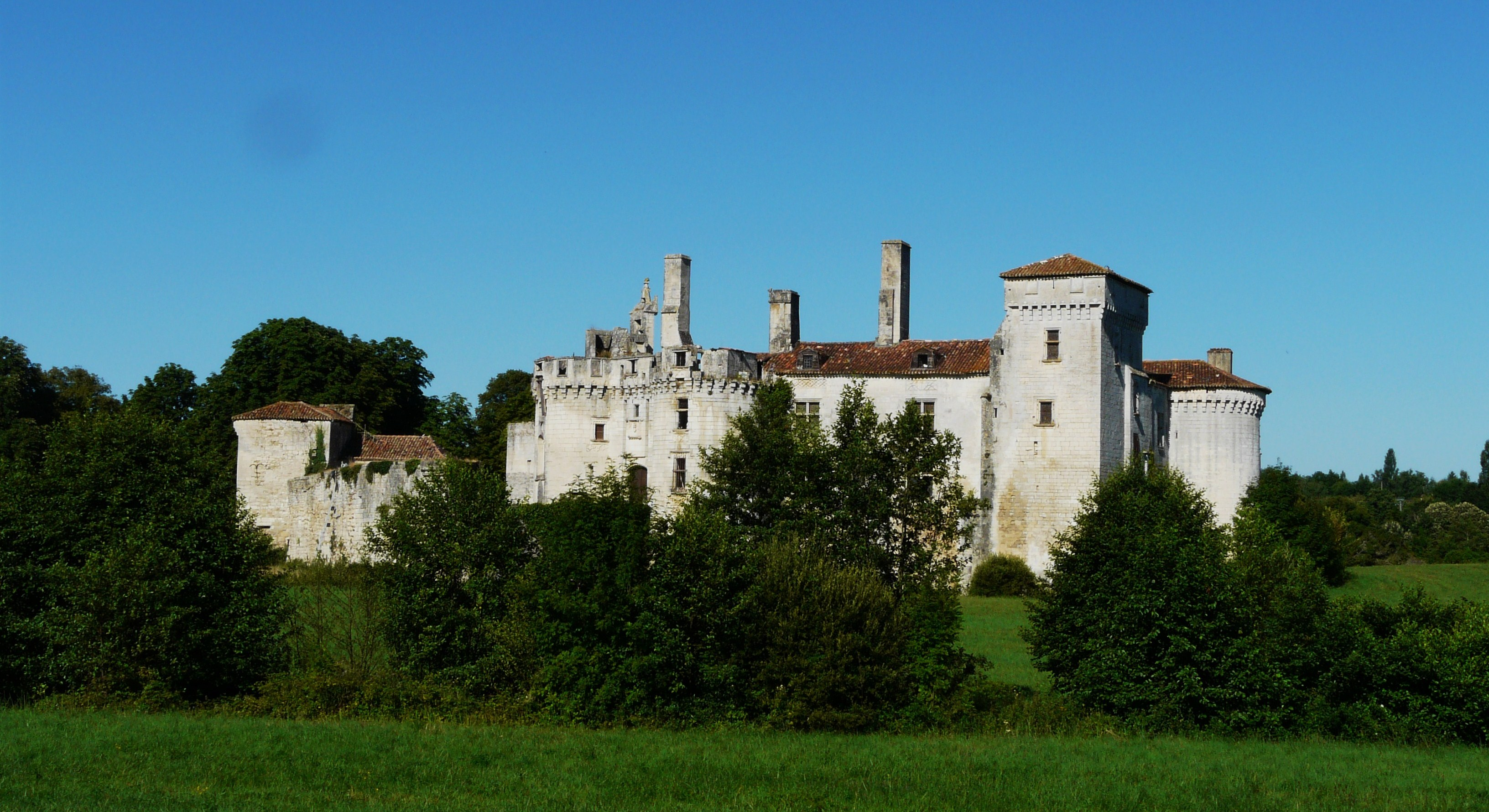
Замок Марёй
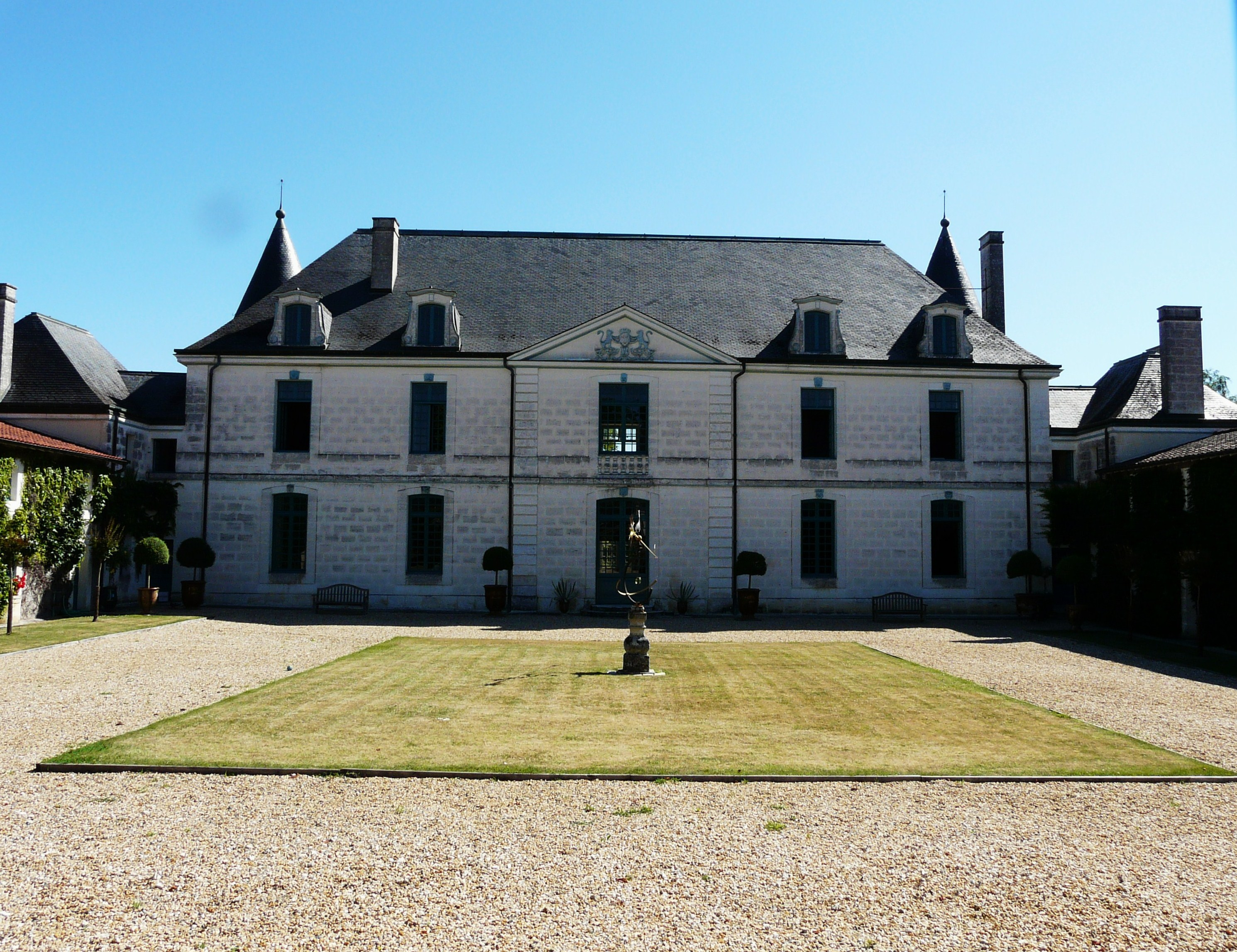
Замок Больё
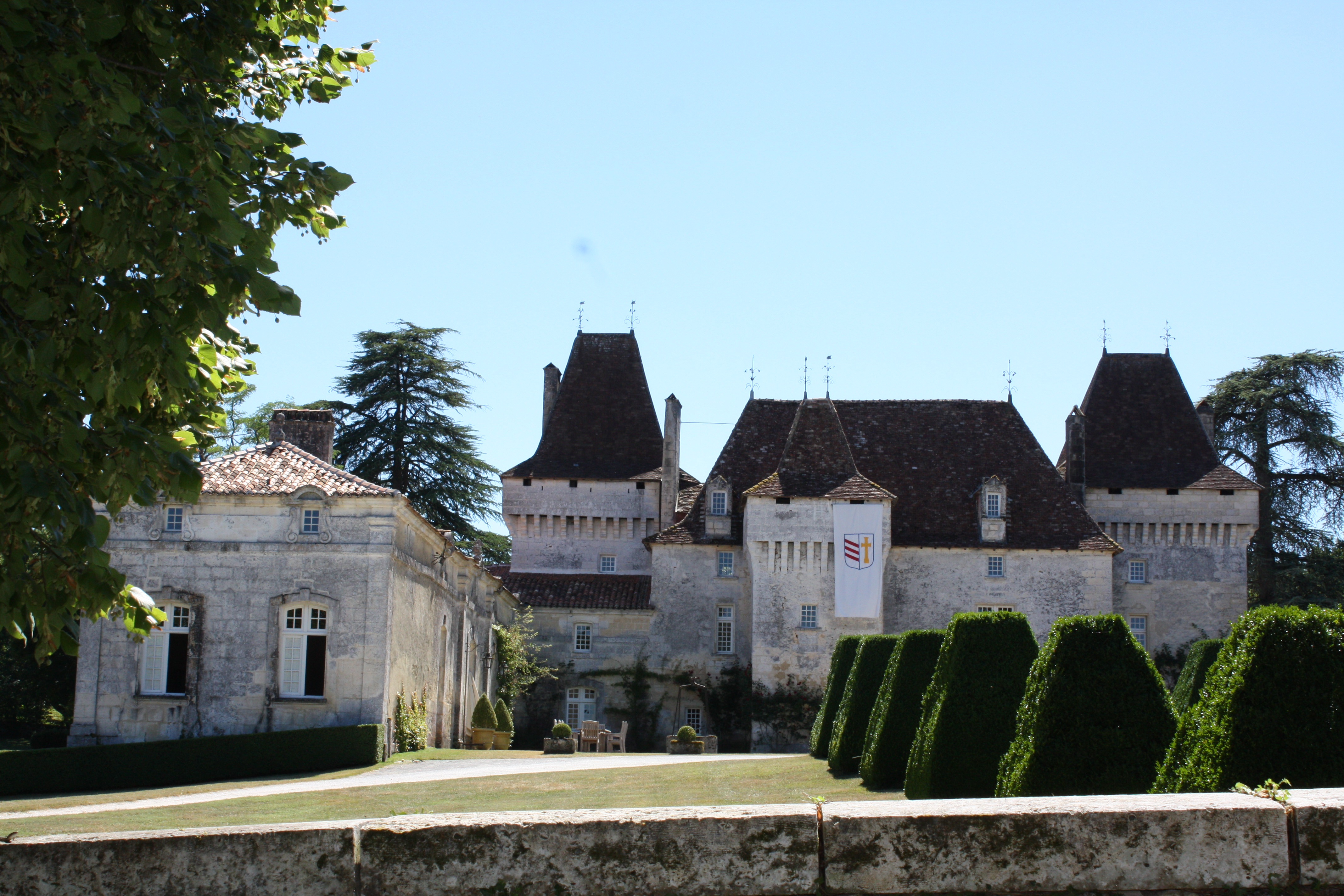
Замок Борегар
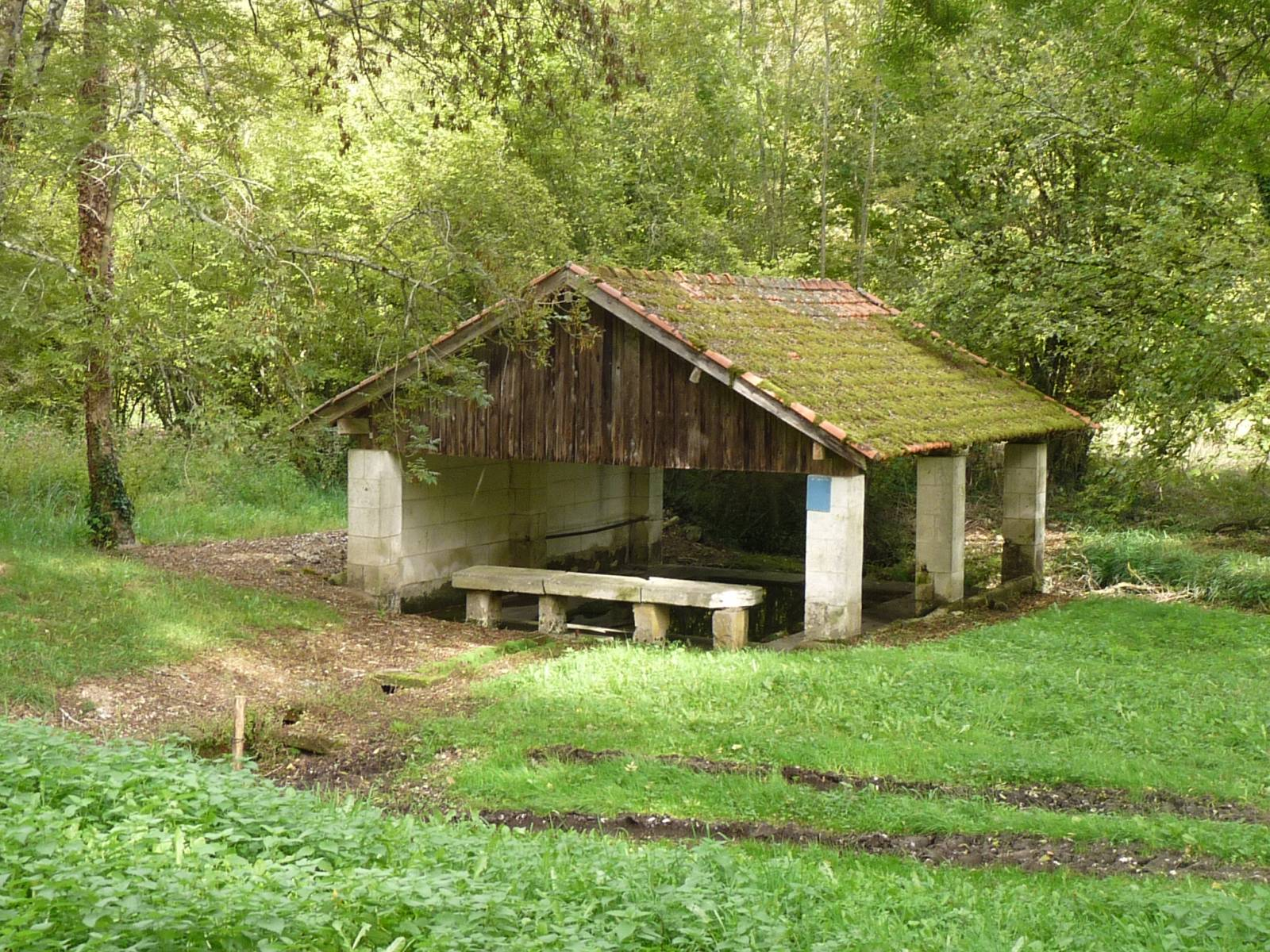
Общественная прачечная